# Grandes Jorasses
Les Grandes Jorasses sont un sommet des Alpes dans le massif du Mont-Blanc, entre la France (Haute-Savoie) et l'Italie (Vallée d'Aoste).

## Toponymie
L'appellation Grandes Jorasses a deux origines possibles :
- Joux/Jorette en francoprovençal : dans l’est de la Haute-Savoie, le Jura, la Suisse romande et la Vallée d’Aoste, le sens habituel est « bois de conifères » que l'on retrouve dans d'autres toponymes (Joux, Jeur, Montjout, Jorette ou Jorasse) ;
- Joux, du latin jugum, sommet de montagne[4].

## Géographie

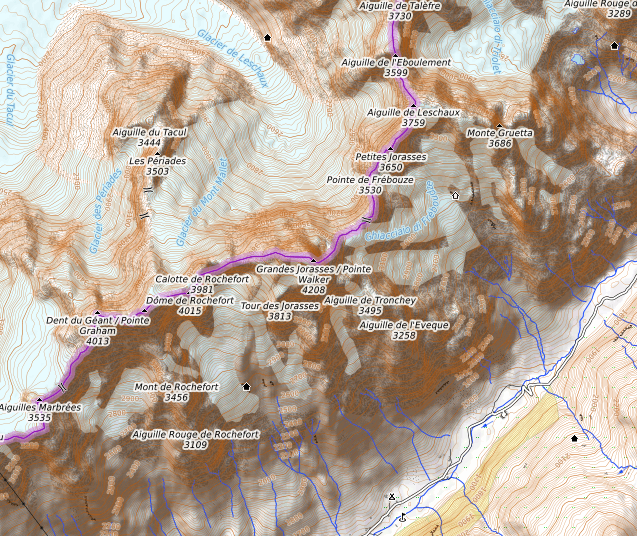
Carte topographique des Grandes Jorasses.

### Topographie
Les Grandes Jorasses sont une arête faîtière orientée est-ouest longue d'environ un kilomètre et sur laquelle se détachent successivement six pointes :
- la pointe Walker (4 206 ou 4 208 m, point culminant) ;
- la pointe Whymper (4 180 ou 4 184 m) ;
- la pointe Croz (4 108 ou 4 110 m) ;
- la pointe Hélène (4 042 ou 4 045 m) ;
- la pointe Marguerite (4 065 ou 4 066 m) ;
- la pointe Young (3 996 m).

Cette arête marque la frontière entre la France et l'Italie. Elle domine, du côté français, le glacier de Leschaux, affluent de la Mer de Glace, du côté italien le val Ferret et le Valdigne.
Ces six pointes sont encadrées par le col des Hirondelles (3 480 m), au nord-est, et le col des Grandes Jorasses (3 809 m), à l'ouest, sur lequel on trouve le bivouac E. Canzio.
La face nord (versant français) est l'une des plus grandes faces granitiques des Alpes : 1 200 m de haut sur près d'un kilomètre de long.

### Géologie
Comme la plupart des sommets du massif du Mont-Blanc, les roches constituant les Grandes Jorasses sont formées de granite qui, aux Grandes Jorasses, est de qualité variable.

## Premières ascensions

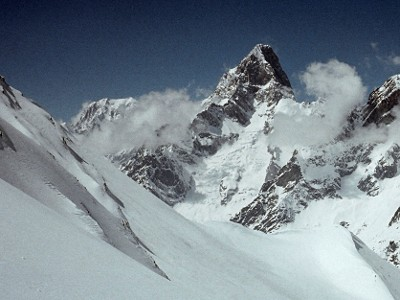
La face est des Grandes Jorasses depuis le val Ferret italien.

- 1865 : pointe Whymper le 24 juin par Edward Whymper, Michel Croz, Christian Almer et Franz Biner. Edward Whymper recherche un panorama sur l'aiguille Verte en vue de la gravir. Arrivé au sommet, il s'aperçoit que ce n'est pas le cas et ne va donc pas jusqu'au sommet de la pointe Walker
- 1868 : pointe Walker le 30 juin par Horace Walker, avec Melchior Anderegg, Johann Jaun et Julien Grange
- 1891 : hivernale par Laurent Croux, le 14 janvier
- 1898 : pointes Marguerite et Hélène par Louis-Amédée de Savoie avec Joseph Petigax, Laurent Croux et César Ollier
- 1911 : arête ouest par Humphrey Owen Jones avec Geoffrey Winthrop Young et Joseph Knubel, le 14 août
- 1927 : arête nord-est par la « fissure Rey », par Adolphe Rey et Alphonse Chenoz
- 1930 : traversée complète et sans bivouac en 22 h 20, du col des Jorasses au col des Hirondelles, les 31 août et 1er septembre, par Alfred Couttet, Geraldine I. Fitz-Gerald et Anatole Bozon
- 1935 : éperon Croz par Martin Meier et Rudolf Peters les 28 et 29 juin
- 1935 : traversée, du col des Hirondelles au col des Jorasses, les 23 et 24 juillet, par Pierre Allain et Raymond Leininger
- 1938 : éperon Walker par Riccardo Cassin, Luigi Esposito et Ugo Tizzoni du 4 au 6 août
- 1958 : 
  - pointe Marguerite par René Desmaison et Jean Couzy
  - pointe Young par Enrico Cavalieri et André Mellano
- 1964 :
  - pointe Whymper par Walter Bonatti et Michel Vaucher
  - traversée hivernale par Alexis Ollier, Attilio Ollier, Camille Salluard et Georges Loyer
- 1968 : Linceul par René Desmaison et Robert Flematti
- 1970 : pointe Hélène par une cordée polonaise
- 1973 : hivernale de l'arête du Tronchay par Cosimo Zappelli
- 1977 : hivernale et deuxième ascension de la pointe Whymper par la voie Bonatti-Vaucher par Pierre Béghin et Xavier Fargeas
- 1979 : hivernale en solitaire de la pointe Walker par Tsuneo Hasegawa

### Face nord
L'ascension de la face nord fut considérée comme l'un des « grands défis des Alpes » jusqu'à la première en 1935. Elle fait toujours partie des trois grandes faces nord des Alpes.
Après une compétition entre alpinistes de plusieurs pays, la face Nord est vaincue pour la première fois par l'itinéraire de l'éperon Croz par les alpinistes allemands Martin Meier et Rudolf Peters, les 28 et 29 juin 1935. 
Du 4 au 6 août 1938, l'éperon nord de la pointe Walker, point culminant des Grandes Jorasses, est gravi par trois alpinistes italiens renommés : Riccardo Cassin, Luigi Esposito et Ugo Tizzoni. Ils atteignent le sommet à 14 heures. Cet itinéraire reste le plus célèbre et le plus parcouru de la face.
La face nord des Grandes Jorasses allait par la suite attirer tous les alpinistes de haut niveau, au point qu'aujourd'hui elle comporte un très grand nombre de lignes d'ascensions, rocheuses, glaciaires ou mixtes, gravies en toutes saisons et parfois en solitaire.
Après l'ascension des pointes Walker et Croz par leur éperon nord, les alpinistes vont s'intéresser au versant nord des autres pointes : pointe Marguerite en 1958 (René Desmaison et Jean Couzy), pointe Young la même année (Enrico Cavalieri et Andre Mellano), pointe Whymper en 1964 (Walter Bonatti et Michel Vaucher), pointe Hélène en 1970 par une cordée polonaise.
La pente de glace raide située à gauche de la pointe Walker a été baptisée « le Linceul ». René Desmaison fait équipe avec Robert Flematti et s'engage dans la pente en hiver, pour réduire les risques de chutes de pierres. Grimpant avec la technique ancienne des crampons dix pointes et des tailles de marches, ils sont pris par le mauvais temps et mettent neuf jours pour gravir les 800 mètres de glace (17-25 janvier 1968). Ayant emporté avec eux deux radios (3 kg par poste), ils communiquent avec les médias durant toute leur ascension, une autre première.

#### Huit premières ascensions de l'éperon Walker
- 6 août 1938[5] : Riccardo Cassin, Luigi Esposito, Ugo Tizzoni (attaque le 4 août, sommet le 6 à 14 heures)
- 16 juillet 1945[5] : Edouard Frendo, Gaston Rébuffat (attaque le 14, sommet le 16 à midi)
- 5 août 1946 : Pierre Allain, René Ferlet, Jacques Poincenot, Guy Poulet
- 11 août 1946 : Lionel Terray, Louis Lachenal
- 1947 : Marcel Malet, Karékine Gurékian, Paul Revel
- 1949 : Mario Bianchi, Walter Bonatti, Andrea Oggioni, Emilio Villa
- 29 juillet 1950 : Hermann Buhl, Kuno Rainer (sommet à 16 h 30)
- 5 août 1951 : Anderl Heckmair, Hermann Köllensperger

#### Directes et directissimes
L'imagination des grimpeurs étant sans limites, de nouveaux défis allaient marquer notamment les années 1960 et 1970 : tracer la « ligne » la plus directe possible de la base au sommet de la montagne. C'est le concept des directes — et des directissimes (encore plus directes si cela est possible).
Dès 1971, René Desmaison s'attaque avec Serge Gousseault à un itinéraire direct dans le flanc nord-est de la pointe Walker, de surcroît en saison hivernale. L'entreprise se conclut par un drame : les alpinistes restent bloqués sous la pointe Walker, après avoir passé quinze jours dans la paroi. Serge Gousseault y meurt. René Desmaison raconte la tragédie dans son ouvrage 342 heures dans les Grandes Jorasses. Il retourne deux ans plus tard dans la face pour achever sa première, en compagnie de Michel Claret et Giorgio Bertone, parvenant au sommet le 17 janvier 1973, après huit bivouacs.
Un autre alpiniste renommé, Yannick Seigneur, s'est illustré dans la face Nord de la pointe Whymper en ouvrant la « Directe de l'amitié » avec ses compagnons Louis Audoubert, Marc Galy et Michel Feuillarade, en plein hiver, du 19 au 27 janvier 1974. Ils ouvrent ainsi de façon élégante le tracé qui suit une ligne directe sous cette pointe. Deux ans plus tôt, une expédition japonaise avait tenté le même objectif, sans parvenir à gravir la face proprement dite, se rabattant sur le grand couloir central (19-29 mars 1972).
En 1979, une cordée tchèque inaugure une voie directe de haute difficulté sur l'éperon Walker, la voie « Rolling Stones » (24-29 juillet). Sept ans plus tard, Patrick Gabarrou réussit un tracé encore plus rectiligne avec la « directissime » qu'il ouvre du 27 juin au 1er juillet 1986 avec Hervé Bouvard.
Grand amateur de belles lignes, Patrick Gabarrou est également l'auteur :
- d'une directe à la pointe Marguerite (avec Christian Appertet, 1992) ;
- d'une directissime à cette même pointe (voie « Heidi », mars 2005, avec Philippe Batoux et Christophe Dumarest) ;
- d'un itinéraire de haute difficulté à la pointe Whymper (voie « Alexis », 1993, avec Benoît Robert) ;
- d'une voie située à l'aplomb d'une pointe anonyme proche de la pointe Croz, qu'il baptise pour l'occasion pointe Magali (voie « A Leï », février 2003, avec Benoît Robert et Philippe Batoux).

La conquête se poursuit par l'ouverture d'itinéraires en hivernale, solitaire et solitaire hivernale, qui voient de nombreux exploits, ou de voies moins  médiatisées, qui portent le nombre de voies dans la face Nord des Grandes Jorasses à plus de 40 itinéraires distincts fin 2004.

#### Hivernales
Cette face Nord est très intéressante en hiver car l'impression de solitude et d'isolement est exceptionnelle pour les Alpes. La raison en est que depuis cette face, on ne peut voir aucune vallée alpine habitée, contrairement à la face Nord du Cervin ou de l'Eiger par exemple. La première hivernale de l'éperon Walker fut réalisée par les Italiens Walter Bonatti et Cosimo Zappelli en 1963, la seconde étant réalisée le même hiver par les français René Desmaison et Jacques Batkin.

#### Solitaires
Cette face ne comporte aucun itinéraire facile, aucune voie de dégagement. L'engagement est total. Un solo aux Grandes Jorasses par la face Nord est réservé aux alpinistes d'exception comme celui, par exemple, de Valery Babanov à la pointe Whymper ou de Slavko Svetičič avec ouverture d'une voie nouvelle à la pointe Croz.

#### Hivernales solitaires
Dès 1975, le guide Ivano Ghirardini réussit la première hivernale solitaire du Linceul et en 1978, lors de sa trilogie, celle de l'éperon Croz. Le guide Tsunéo Hasegawa fait la première hivernale solitaire de l'éperon Walker en 1979.
Le guide français Charles Dubouloz réussit la première ascension hivernale en solitaire de la pointe Walker par la voie Rolling Stones sur la face Nord en six jours et cinq nuits, partant le 13 janvier 2022 et arrivant au sommet le 18 janvier 2022.

#### Trilogie
La face Nord des Grandes Jorasses, avec celles du Cervin et de l'Eiger, fait partie d'un triptyque « magique » nommé trois grandes faces nord des Alpes. La première trilogie hivernale solitaire fut réussie par Ivano Ghirardini (hiver 1977-1978), la seconde par Tsunéo Hasegawa (1977-1978-1979).

#### Goulottes
Ce sont des itinéraires d'environ un kilomètre de haut. La pente moyenne de la face est d'environ 70 degrés et certains ressauts sont verticaux. L'ambiance est toujours sévère dans ces fins boyaux de glace qui s'élèvent entre les éperons abrupts. L'une des plus difficiles est « Rêve Éphémère », ouverte par Ivano Ghirardini et Slavko Svetičič entre les pointes Marguerite et Young.

### Face sud
La voie normale des Grandes Jorasses se situe sur son versant sud.

#### Première descente de la face sud en ski
Le 11 avril 1971, un hélicoptère pose Sylvain Saudan surnommé le « skieur de l'impossible » à 30 minutes du sommet de la pointe Walker. Il effectue 5 h 30 de descente très difficile, environ 2 500 virages, en partie dans le brouillard, avant de rejoindre le pied du sommet.

### Face est
En 1983, Christiano et Fabio Delisi ouvrent Groucho-Marx, cotée ED. Sébastien Bohin, Sébastien Ratel et Dimitri Munoz, tous trois membres du GMHM, en ont réalisé la première hivernale en mars 2012.

## Anecdote
En 1974, le chanteur Pierre Perret a donné une certaine notoriété à ce site montagneux, grâce à deux vers de sa chanson humoristico-éducative le Zizi : « l'alpiniste et son beau pic à glace, magnifique au-dessus des Grandes Jorasses ».